# Grzbiet (introligatorstwo)

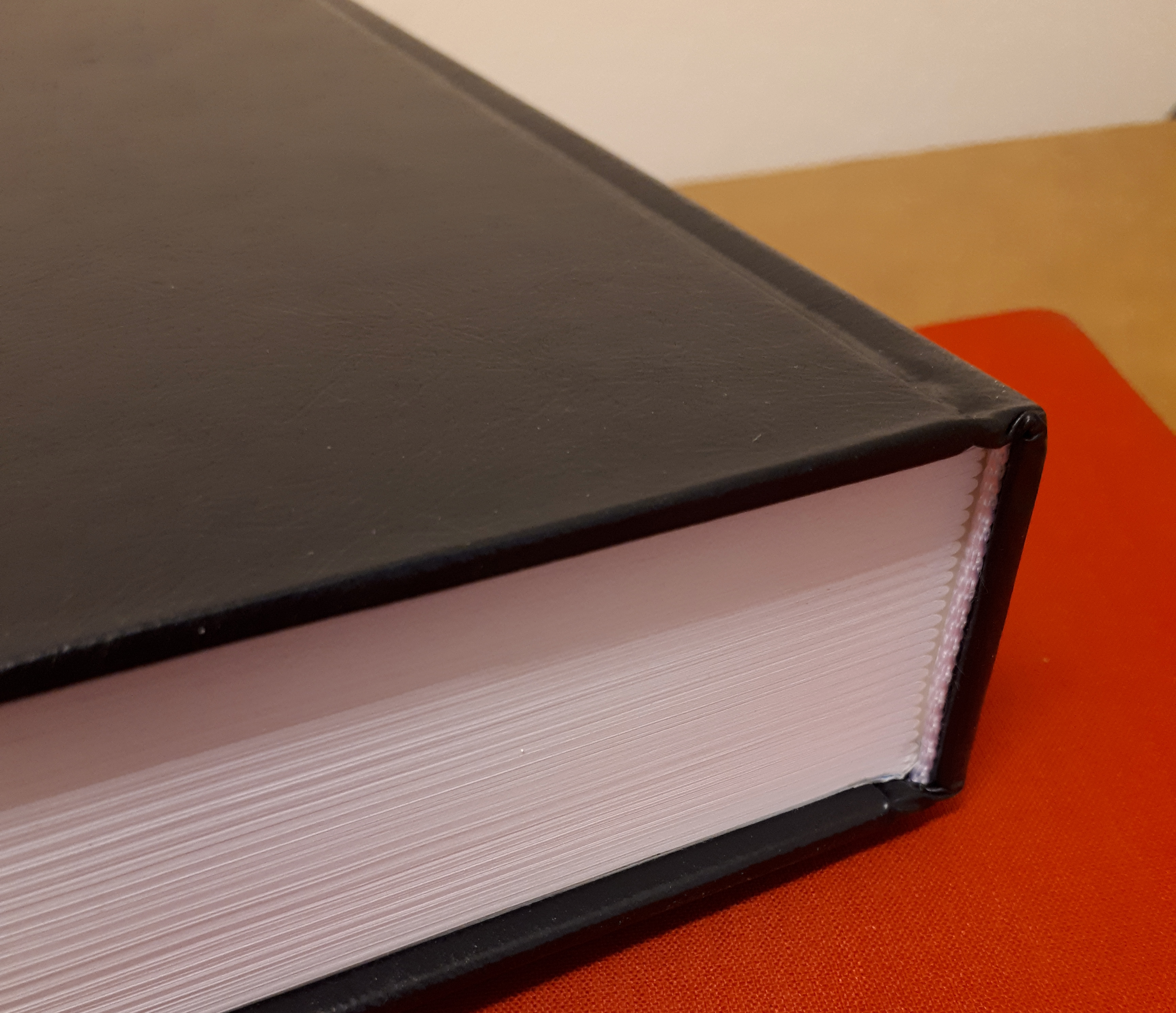
Grzbiet płaski w książce

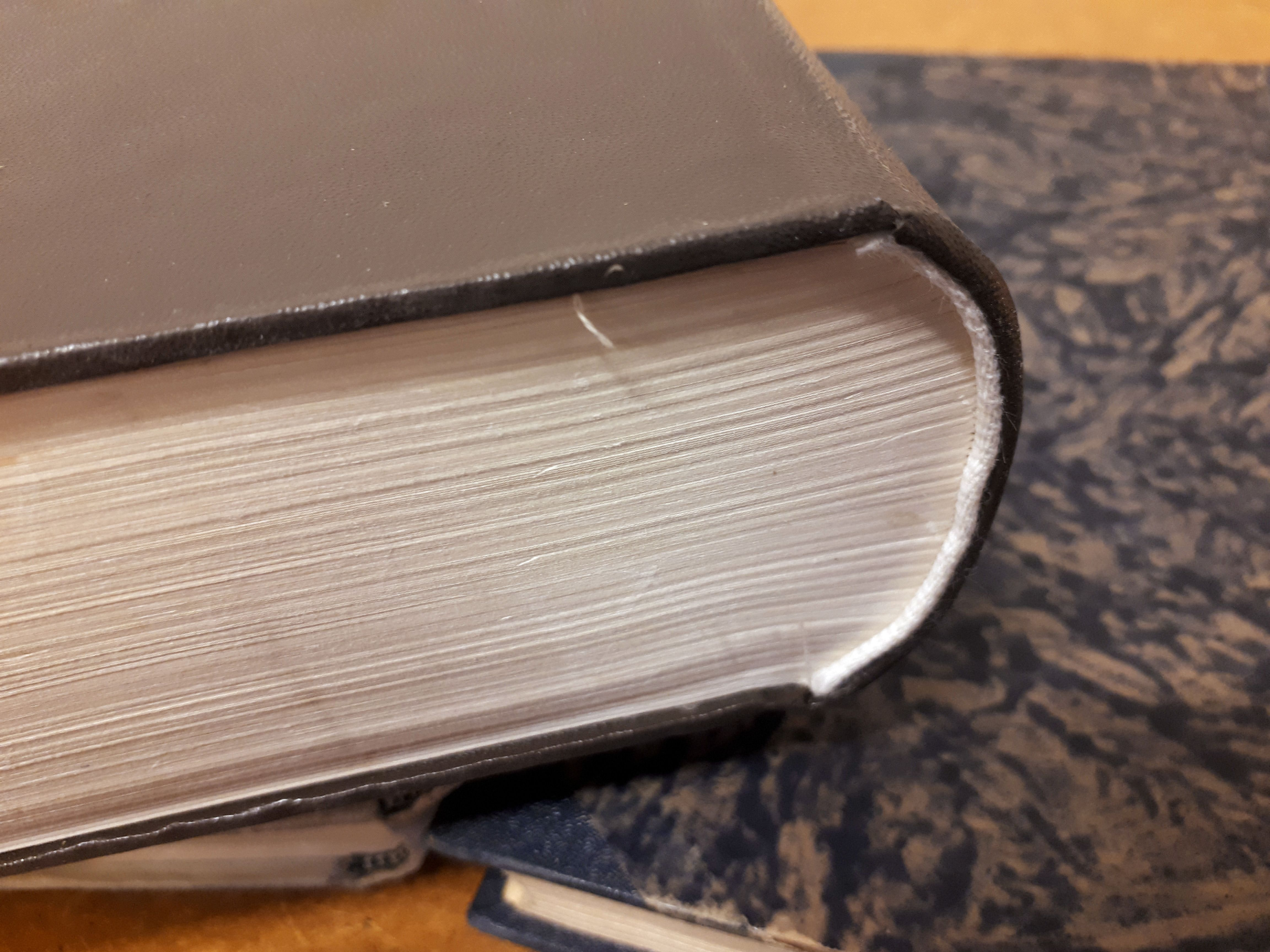
Grzbiet zaokrąglony w książce

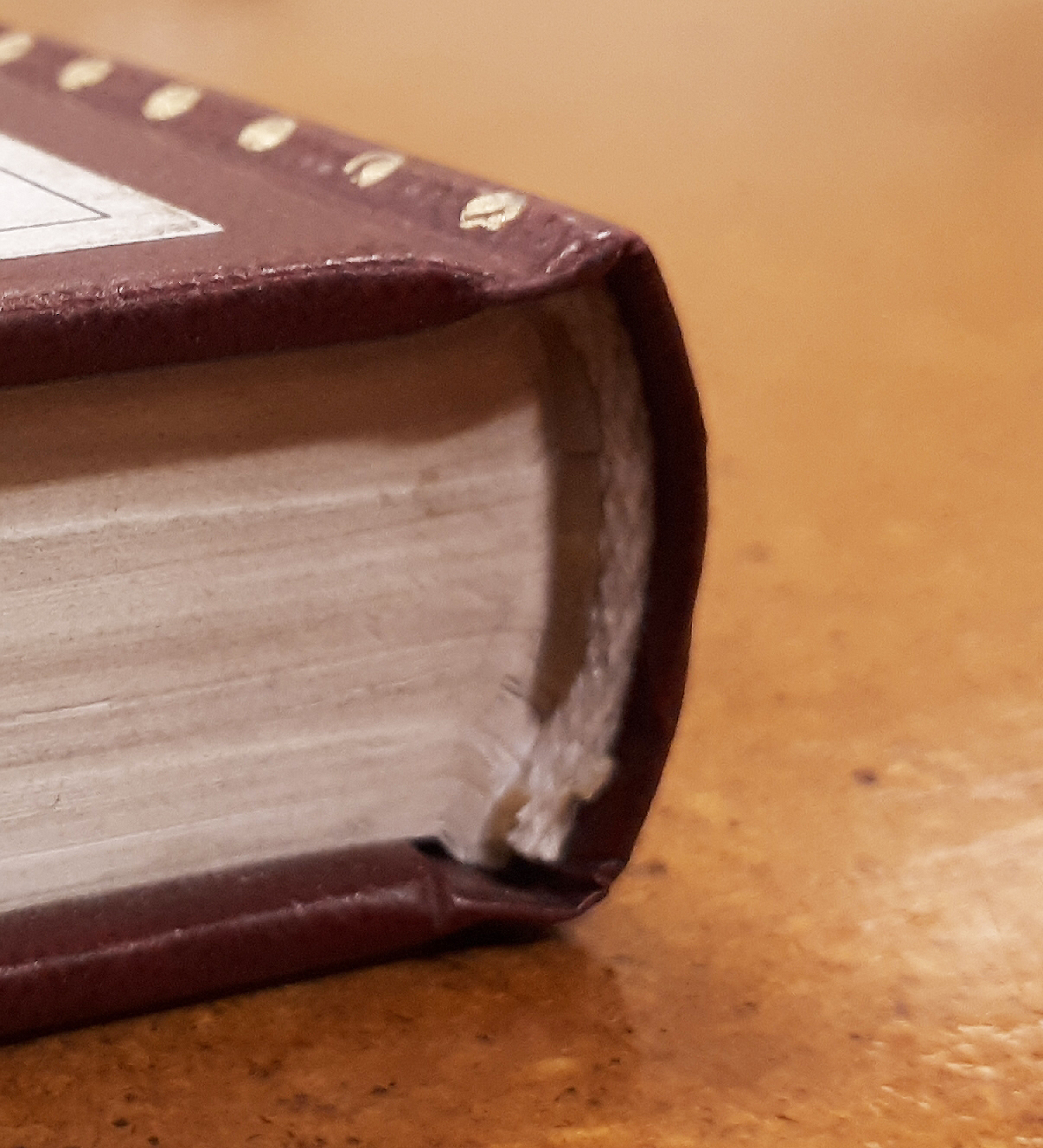
Grzbiet zaokrąglony oporkowy w książce

Grzbiet – bok publikacji w formie kodeksu od strony połączenia składek.
Rozróżniamy grzbiety:
- płaski;
- zaokrąglony – zaokrąglenie grzbietów wykonuje się zwykle ze względów estetycznych, choć ma ono również znaczenie funkcjonalne. Grzbiet zaokrąglony, szczególnie grubych książek, chroni wkład przed deformacją podczas częstego używania;
- oporkowy – szczególna forma grzbietu zaokrąglonego (rzadziej płaskiego). Wkład ma składki z tzw. oporkiem, czyli odgiętymi na zewnątrz grzbietami. Oporkowanie można wykonać tylko we wkładach o grubości powyżej 6 mm. Grzbiet zaokrąglony i dodatkowo oporkowany jest najbardziej odpowiedni dla książek z masywnym wkładem[2].